# La Collectionneuse
La Collectionneuse is een Franse dramafilm uit 1967 onder regie van Éric Rohmer.

## Verhaal
In de eerste kleurenfilm van Rohmer bezoeken een bombastische, vrouwenverslindende kunsthandelaar en zijn schildervriend een zeventiende-eeuwse villa aan de Rivièra voor een ontspannen zomervakantie. Maar hun idylle wordt gestoord door Haydée, die bekend staat als een ‘verzamelaar’ van mannen.

## Rolverdeling
| Acteur             | Personage |
| ------------------ | --------- |
| Patrick Bauchau    | Adrien    |
| Haydée Politoff    | Haydée    |
| Daniel Pommereulle | Daniel    |
| Mijanou Bardot     | Carole    |
| Seymour Hertzberg  | Sam       |